# 가쓰라기촌 (나라현)
가쓰라기촌(葛城村)은 나라현 북서부, 미나미카쓰라기군에 속해있던 촌이다. 현재의 고세시의 일부에 해당한다. 나라현 내에 현존하는 가쓰라기시와의 관련성은 없다.

## 역사
- 1889년 4월 1일 - 정촌제 시행에 의해  가쓰조군 가쓰라기촌이 성립하였다.
- 1897년 4월 1일 - 군제 시행으로 미나미카쓰라기군이 성립하여 가쓰라기촌은 미나미카쓰라기군 속하게 되었다.
- 1956년 9월 1일 - 한다고촌과 합병해 가쓰조촌이 성립하여, 동일 가쓰라기촌은 폐지되었다.

## 교통

### 철도
- 일본국유철도
  - 와카야마선

### 도로
- 1급국도 24호선 (현：국도 제24호선)